# Ana Pastor
Ana María Pastor Julián (Cubillos, 11 novembre 1957) è una politica spagnola, membro del Partito Popolare (PP), ex Presidente del Congresso dei Deputati e più volte ministro del governo spagnolo.

## Biografia
Nata in un piccolo villaggio della Provincia di Zamora da una famiglia di origine galiziana, ha due fratelli ed è sposata con José Benito Suárez. Si è laureata in medicina all'Università di Salamanca, per poi entrare nel Cuerpo Superior de Salud Pública y Administración Sanitaria della Galizia,  lavorando come medico sanitario nelle città di Salamanca, Ferrol e Pontevedra. Successivamente è stata responsabile del servizio di Programmazione Sanitaria della delegazione di Pontevedra del Ministero della Salute e dei Servizi Sociali della Junta de Galicia, responsabile dell'Assistenza Primaria nella provincia di Pontevedra e, successivamente, direttore provinciale del Servizio Sanitario Galiziano (SERGAS). 

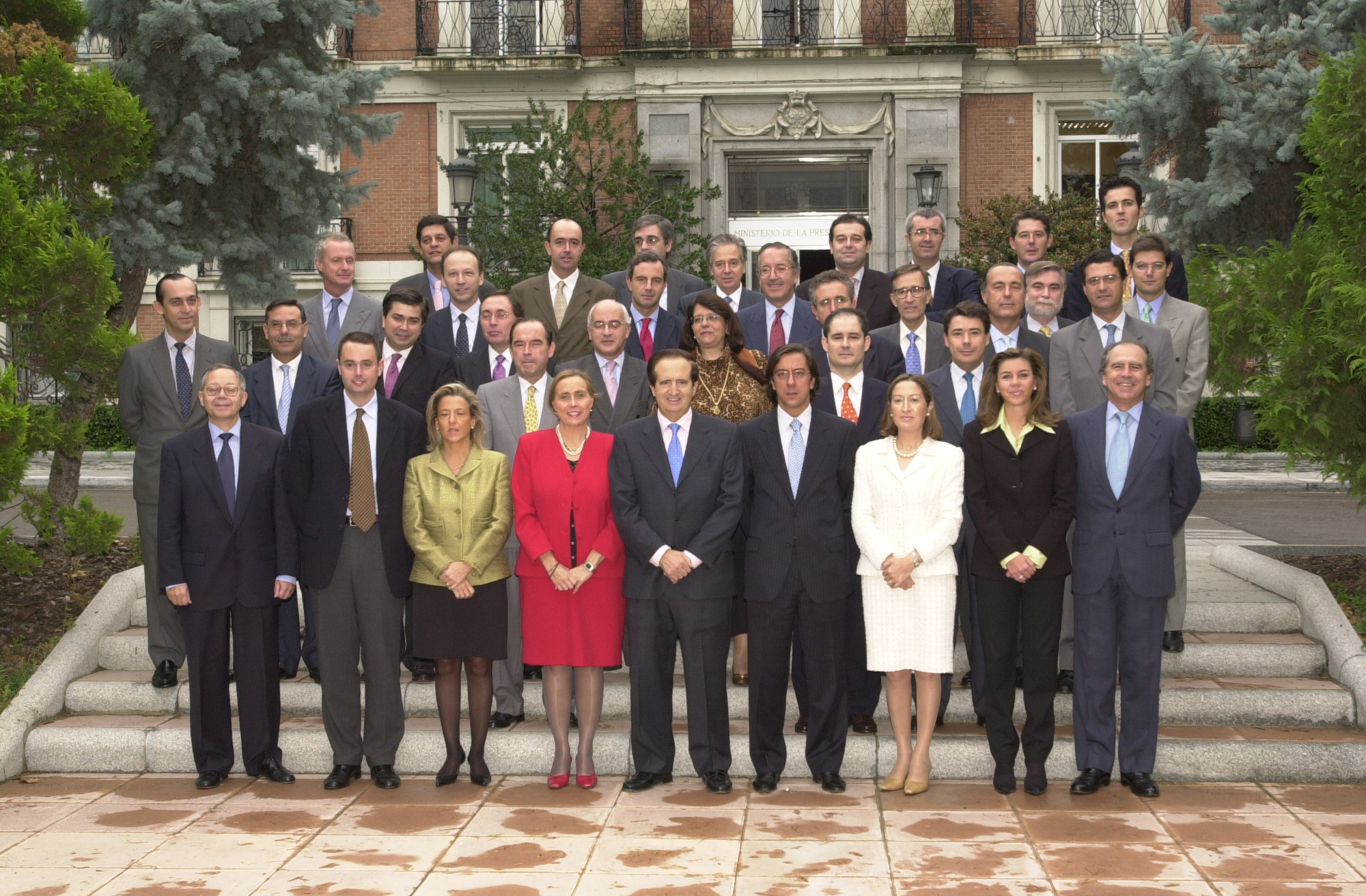
Pastor (in bianco) in una fotografia di gruppo insieme agli altri sottosegretari nell'ottobre 2001

Successivamente, ha ricoperto diversi incarichi di responsabilità politica, tra cui la nomina a Direttore Generale della Società Mutua Generale dei Funzionari Pubblici dello Stato (MUFACE), sottosegretario al Ministero dell'Istruzione e della Cultura nel gennaio 1999, sottosegretario al Ministero della Presidenza nel maggio 2000 e Sottosegretario al Ministero dell'Interno dal marzo 2001 al luglio 2002. 
È stata eletta deputato di Pontevedra alle elezioni del Tribunale del 2000, per le quali ha partecipato attivamente alla 7ª legislatura. In seguito venne anche eletta per lo stesso collegio elettorale nelle legislature VIII, IX, X, XI, XII e XIII. 

### Ministro della Salute e del Consumo
È stata Ministro della Salute e dei Consumi per usi due anni (luglio 2002-aprile 2004) e in un momento in cui molti dei poteri in materia erano già stati trasferiti alle comunità autonome. In questo periodo rimodulò l'Amministrazione Sanitaria, fece approvare con il sostegno unanime del Parlamento la Legge sulla Coesione e Qualità del Sistema Sanitario Nazionale, e promulgò la Legge sull'Organizzazione delle Professioni Sanitarie. Tuttavia, una delle sue misure più ricordate è stata l'approvazione nel 2003 del Piano nazionale per la prevenzione e il controllo del fumo, una misura accolta favorevolmente dagli operatori sanitari, ma non finanziata a sufficienza secondo le società scientifiche. Quest'ultima azione la pone come pioniere nella lotta al fumo in Spagna, in quanto, all'epoca, il Paese si trovava in quest'area in fondo all'Europa e registrava più di 60.000 morti l'anno per consumo di sigarette. 
Ha inoltre ricoperto diversi incarichi di responsabilità nel Partito Popolare e nella sua fondazione, come coordinatrice di Partecipazione e Azione Settoriale (2004), patrona della Fondazione per l'Analisi e gli Studi Sociali (FAES), segretaria esecutiva delle Politiche Sociali dopo il XV congresso del partito e coordinatore della Partecipazione Sociale. 
Ha ricoperto la carica di secondo vicepresidente del Consiglio del Congresso dei Deputati nella IX legislatura (2008-2011).